# Rukwapithecus
 Rukwapithecus  es un género extinto de la superfamilia Hominoidea probablemente surgido poco después de la escisión entre simios y cercopitécidos (monos del Viejo Mundo). El género tiene actualmente sólo una especie conocida, Rukwapithecus fleaglei, identificada a partir solo del fósil de una mandíbula que se encontró en la grieta Rukwa en Tanzania. El fósil fue fechado en 25.200.000 años de edad. Este fósil puede demostrar que la separación de los simios y los monos del Viejo Mundo tuvo lugar hace más de 25 millones de años.